# Finlayson Bros
Finlayson Bros & Co Pty Ltd war ein australischer Hersteller von Automobilen.

## Unternehmensgeschichte
Das Unternehmen aus Devonport war eine Gießerei. 1900 entstand ein Dampfwagen für den eigenen Bedarf. Ab 1904 folgten zwei weitere Pkw. Der Markenname lautete Finlayson. Außerdem stellte das Unternehmen sechs Omnibusse her. 1910 endete die Kraftfahrzeugproduktion.

## Fahrzeuge
Das erste Fahrzeug war ein Dampfwagen. Ein Dampfmotor mit zwei Zylindern leistete 6 PS. Die Motorleistung wurde über eine Kette an die Hinterachse übertragen. Die offene Karosserie bot Platz für vier Personen. Die Höchstgeschwindigkeit war mit 32 km/h angegeben. Dieses Fahrzeug ist erhalten geblieben. Es wurde in den 1960er Jahren restauriert und führte 1964 bei der Eröffnung der Tasman Bridge die Fahrzeugkolonne an.
1904 folgte ein größeres Fahrzeug mit einem importierten Zweizylindermotor mit 9 PS Leistung, das verkauft wurde.
Der dritte Pkw war ein Viersitzer mit einem Zweizylindermotor.
Die Busse hatten einen Motor von Gnome et Rhône. Transportunternehmen aus Tasmanien kauften sie.